# Испанская фаланга
Испа́нская Фала́нга (исп. Falange Española) — ультраправая испанская политическая партия, основанная 29 октября 1933 года испанским политическим деятелем Хосе Антонио Примо де Риверой.
В результате объединения с Союзами национал-синдикалистского наступления партия была реорганизована в Испанскую Фалангу союзов национал-синдикалистского наступления 15 февраля 1934 года.

## Идеология

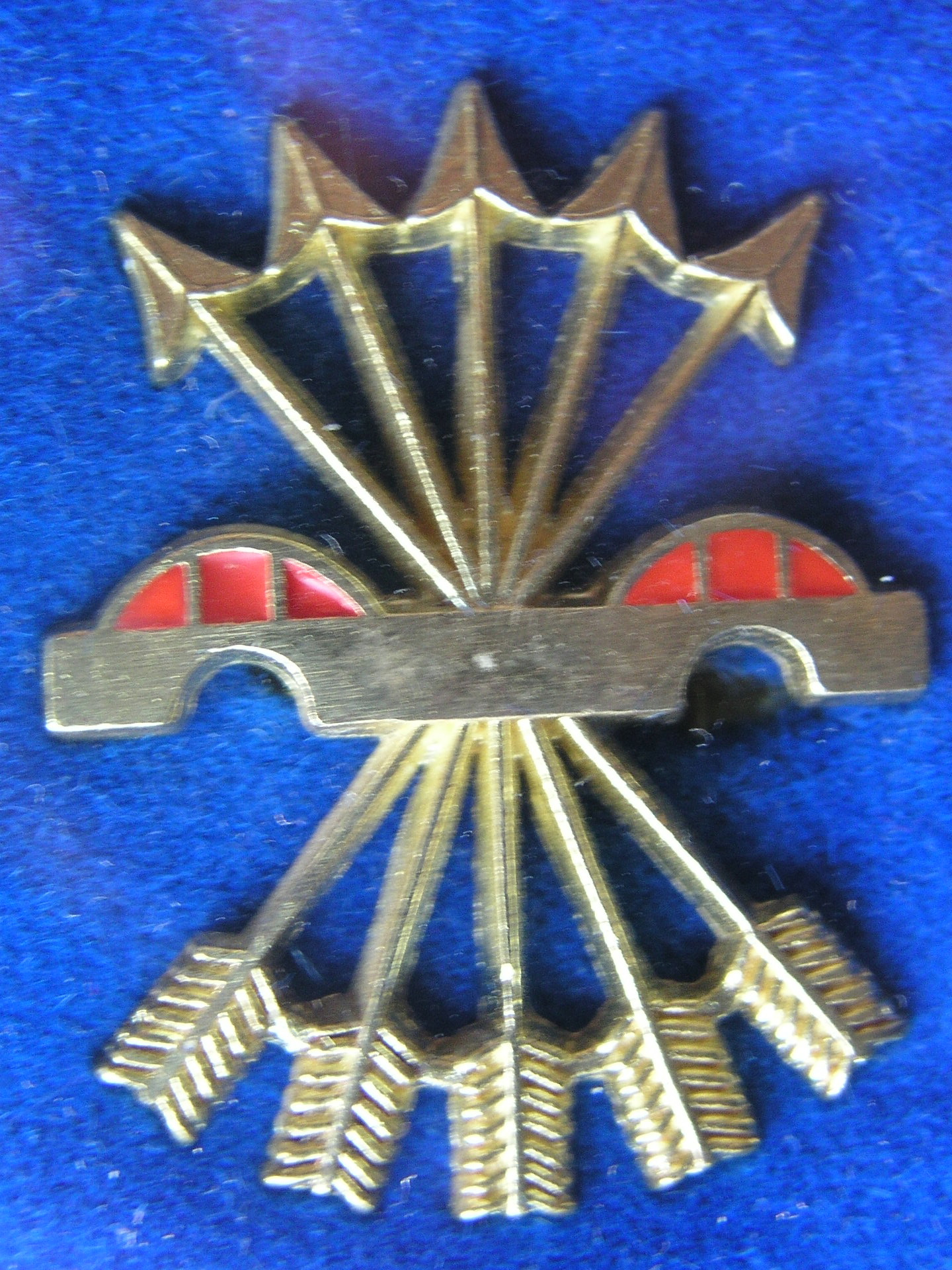
Символ фалангистов — ярмо и стрелы

Идеология Фаланги сочетала в себе национал-синдикализм, клерикальный фашизм, интегральный национализм, антикоммунизм, антилиберализм, антикапитализм. Национал-синдикализм исторически близок некоторым аспектам итальянского фашизма и сформулирована в «Начальных пунктах» Хосе Антонио Примо де Ривера. Также подразумевается восстановление Испании в качестве великой державы, налаживание культурных и политических связей с испаноязычными странами с последующим восстановлением Испанской империи.

## Символы
Эмблема — ярмо и стрелы — символ католических королей Изабеллы I Кастильской и Фердинанда II Арагонского, объединивших Испанию в единое государство. Ярмо (исп. yugo) и стрелы (исп. flechas) использовались также потому, что первые буквы соответствующих слов совпадали с инициалами королей YF (в Средневековье имя Изабель писалось как Ysabel).
Флаг Фаланги — поперечная вертикальная полоса чёрного цвета на красном фоне, с изображением ярма и стрел на ней. Цвета знамени позаимствованы у анархо-синдикалистов, флаг символизировал идеалы свободы, равенства и братства (хотя их понимание значительно отличалось от левореволюционного).
Гимн — «Лицом к солнцу».
Приветствие — поднятая правая рука (см. Римский салют), фраза-лозунг ¡Arriba España! (Вставай, Испания!).
Девиз — «Единая, великая и свободная!» (исп. ¡Una, Grande y Libre!).
Фалангисты использовали обращение «товарищ» (в форме camarada), обращаясь друг к другу на «ты».

## История

### Основание и существование до Гражданской войны
Партия основана 29 октября 1933 г. в мадридском театре Комедии Хосе Антонио Примо де Риверой, в 1934 году она объединилась с Союзами национал-синдикалистского наступления Рамиро Ледесмы. Участие партии в выборах было неудачным, она стремилась позиционировать себя как «антипартия» уличной борьбы и была активно вовлечена в политическое насилие, распространённое тогда в стране.
С 1934 года партия известна под названием «Испанская фаланга СНСН» (исп. Falange Española de las Juntas de Ofensiva Nacional Sindicalista / FE de las JONS).